# Absolom
Absolom is een Belgisch danceproject van producer Christophe Chantzis en Jimmy Goldschmitz, ook bekend van onder andere Astroline, Ian Van Dahl en zijn remixes voor Fiocco, Zohra, Future Breeze, Ace of Base ...
De zang wordt verzorgd door Pascale Feront en bij liveoptredens maakten twee danseressen de act compleet.
De eerste hit van Absolom was meteen de grootste: Secret bereikte in 1998 zowel in België als in Duitsland de top-10. Ook kwamen er vele aanvragen binnen vanuit onder andere Israël, Frankrijk, Italië, Scandinavië, Australië ...
Nadien volgden nog drie hits: Where? (1998), The air (1999) en Stars (2000).
In 2001 kwam er een einde aan de groep en ging Christophe Chantzis werken aan het project Ian Van Dahl.